# Річібакто
Річібакто (англ. Richibucto) — містечко в Канаді, у провінції Нью-Брансвік, у складі графства Кент.

## Населення
За даними перепису 2016 року, містечко нараховувало 1266 осіб, показавши скорочення на 1,6%, порівняно з 2011-м роком. Середня густина населення становила 106,2 осіб/км².
З офіційних мов обидвома одночасно володіли 910 жителів, тільки англійською — 280, тільки французькою — 75. Усього 45 осіб вважали рідною мовою не одну з офіційних, з них 10 — одну з корінних мов.
Працездатне населення становило 50% усього населення, рівень безробіття — 19,4% (22,6% серед чоловіків та 16,4% серед жінок). 88% осіб були найманими працівниками, а 9,3% — самозайнятими.
Середній дохід на особу становив $29 158 (медіана $23 712), при цьому для чоловіків — $35 574, а для жінок $24 268 (медіани — $28 192 та $21 504 відповідно).
19% мешканців мали закінчену шкільну освіту, не мали закінченої шкільної освіти — 42,1%, 38,9% мали післяшкільну освіту, з яких 29,8% мали диплом бакалавра, або вищий.
| Статево-вікова структура населення | Статево-вікова структура населення | Статево-вікова структура населення | Статево-вікова структура населення | Статево-вікова структура населення |
| ---------------------------------- | ---------------------------------- | ---------------------------------- | ---------------------------------- | ---------------------------------- |
|                                    |                                    |                                    |                                    |                                    |
| Всього                             | Всього                             | 48,2%51,8%                         |                                    |                                    |
| 0 — 14 років                       | 0 — 14 років                       |                                    | 11,4%                              | 11,4%                              |
| 15 — 64 років                      | 15 — 64 років                      |                                    | 57,9%                              | 57,9%                              |
| 65 і більше                        | 65 і більше                        |                                    | 30,7%                              | 30,7%                              |
| 85 і більше                        | 85 і більше                        |                                    | 3,9%                               | 3,9%                               |
| Середній вік (років)               | Середній вік (років)               | 49,551,0                           | 50,2                               | 50,2                               |
| Медіана (років)                    | Медіана (років)                    | 55,855,9                           | 55,8                               | 55,8                               |
| — чоловіки — жінки                 |                                    |                                    |                                    |                                    |

| Походження мешканців:     | Походження мешканців:     | Походження мешканців: | Походження мешканців: | Походження мешканців: |
| ------------------------- | ------------------------- | --------------------- | --------------------- | --------------------- |
| Походження                |                           |                       | осіб                  | %                     |
| Корінні американці        | Корінні американці        |                       | 195                   | 15.66%                |
| Інше північноамериканське | Інше північноамериканське |                       | 835                   | 67.07%                |
| Європейське               | Європейське               |                       | 660                   | 53.01%                |
| британське                | британське                |                       | 325                   | 26.1%                 |
| французьке                | французьке                |                       | 430                   | 34.54%                |
| Латинськоамериканське     | Латинськоамериканське     |                       | 10                    | 0.8%                  |
| Карибське                 | Карибське                 |                       | 20                    | 1.61%                 |
| Африканське               | Африканське               |                       | 20                    | 1.61%                 |
| Азійське                  | Азійське                  |                       | 20                    | 1.61%                 |
| Океанійське               | Океанійське               |                       | 10                    | 0.8%                  |

| Зайнятість населення за галузями (за класифікацією NOC): | Зайнятість населення за галузями (за класифікацією NOC): | Зайнятість населення за галузями (за класифікацією NOC): | Зайнятість населення за галузями (за класифікацією NOC): | Зайнятість населення за галузями (за класифікацією NOC): |
| -------------------------------------------------------- | -------------------------------------------------------- | -------------------------------------------------------- | -------------------------------------------------------- | -------------------------------------------------------- |
|                                                          |                                                          |                                                          |                                                          |                                                          |
| Управління                                               | Управління                                               |                                                          | 15,2%                                                    | 15,2%                                                    |
| Бізнес, фінанси та адміністрування                       | Бізнес, фінанси та адміністрування                       |                                                          | 11,4%                                                    | 11,4%                                                    |
| Природничі та прикладні науки                            | Природничі та прикладні науки                            |                                                          | 2,9%                                                     | 2,9%                                                     |
| Охорона здоров'я                                         | Охорона здоров'я                                         |                                                          | 4,8%                                                     | 4,8%                                                     |
| Освіта, правозахист, муніципальні та урядові служби      | Освіта, правозахист, муніципальні та урядові служби      |                                                          | 7,6%                                                     | 7,6%                                                     |
| Роздрібна торгівля та послуги                            | Роздрібна торгівля та послуги                            |                                                          | 21%                                                      | 21%                                                      |
| Гуртова торгівля, транспорт та обладнання                | Гуртова торгівля, транспорт та обладнання                |                                                          | 12,4%                                                    | 12,4%                                                    |
| Природні ресурси, сільське господарство                  | Природні ресурси, сільське господарство                  |                                                          | 9,5%                                                     | 9,5%                                                     |
| Виробництво                                              | Виробництво                                              |                                                          | 14,3%                                                    | 14,3%                                                    |

## Клімат
Середня річна температура становить 5,2°C, середня максимальна – 22,7°C, а середня мінімальна – -15,3°C. Середня річна кількість опадів – 1 182 мм.
| Клімат поселення                              | Клімат поселення | Клімат поселення | Клімат поселення | Клімат поселення | Клімат поселення | Клімат поселення | Клімат поселення | Клімат поселення | Клімат поселення | Клімат поселення | Клімат поселення | Клімат поселення | Клімат поселення |
| Показник                                      | Січ.             | Лют.             | Бер.             | Квіт.            | Трав.            | Черв.            | Лип.             | Серп.            | Вер.             | Жовт.            | Лист.            | Груд.            |                  |
| Середній максимум, °C                         | −3,84            | −2,9             | 2,43             | 8,49             | 15,39            | 21,04            | 22,72            | 22,03            | 17,18            | 11,30            | 5,45             | −1,73            |                  |
| Середня температура, °C                       | −9,54            | −8,62            | −3,3             | 2,77             | 9,68             | 15,33            | 19,20            | 18,53            | 13,68            | 7,83             | 1,98             | −5,24            |                  |
| Середній мінімум, °C                          | −15,25           | −14,32           | −8,98            | −2,95            | 3,98             | 9,63             | 15,73            | 15,05            | 10,19            | 4,32             | −1,53            | −8,73            |                  |
| Норма опадів, мм                              | 116              | 89               | 99               | 98               | 102              | 88               | 105              | 85               | 84               | 93               | 111              | 112              |                  |
| Середньомісячна швидкість вітру, м/с          | 4.89             | 4.70             | 4.81             | 4.69             | 4.35             | 3.90             | 3.60             | 3.58             | 3.90             | 4.40             | 4.68             | 4.95             |                  |
| Середньомісячна сонячна радіація, кДж/м²·день | 5149             | 8615             | 12420            | 15215            | 18231            | 20344            | 19993            | 17549            | 13071            | 8214             | 4796             | 3906             |                  |
| --------------------------------------------- | ---------------- | ---------------- | ---------------- | ---------------- | ---------------- | ---------------- | ---------------- | ---------------- | ---------------- | ---------------- | ---------------- | ---------------- | ---------------- |
| Джерело:                                      |                  |                  |                  |                  |                  |                  |                  |                  |                  |                  |                  |                  |                  |